# Кошачий глаз (очки)

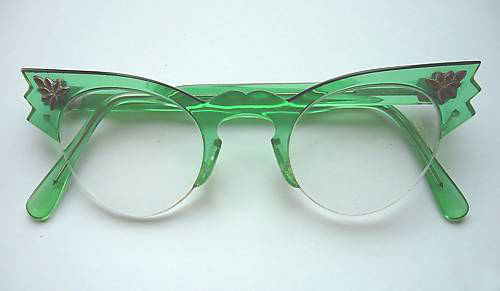
Изумрудно-зеленые женские очки «кошачий глаз», примерно 1958 г.

Очки «кошачий глаз» (иногда называемые «кошачьими глазами» или «кошачьими очками») представляют собой форму очков. Форма тесно связана со стилем линии бровей, отличающимся закруглением вверх по внешним краям, где дужки соединяются с передней частью рамы. Очки «кошачий глаз» были популярны среди женщин в 1950-х и 1960-х годах и часто ассоциируются с прической «Бабетта» и другими образами того времени. Они предшествовали большим очкам 1970-х, 1980-х и 1990-х годов.

## История

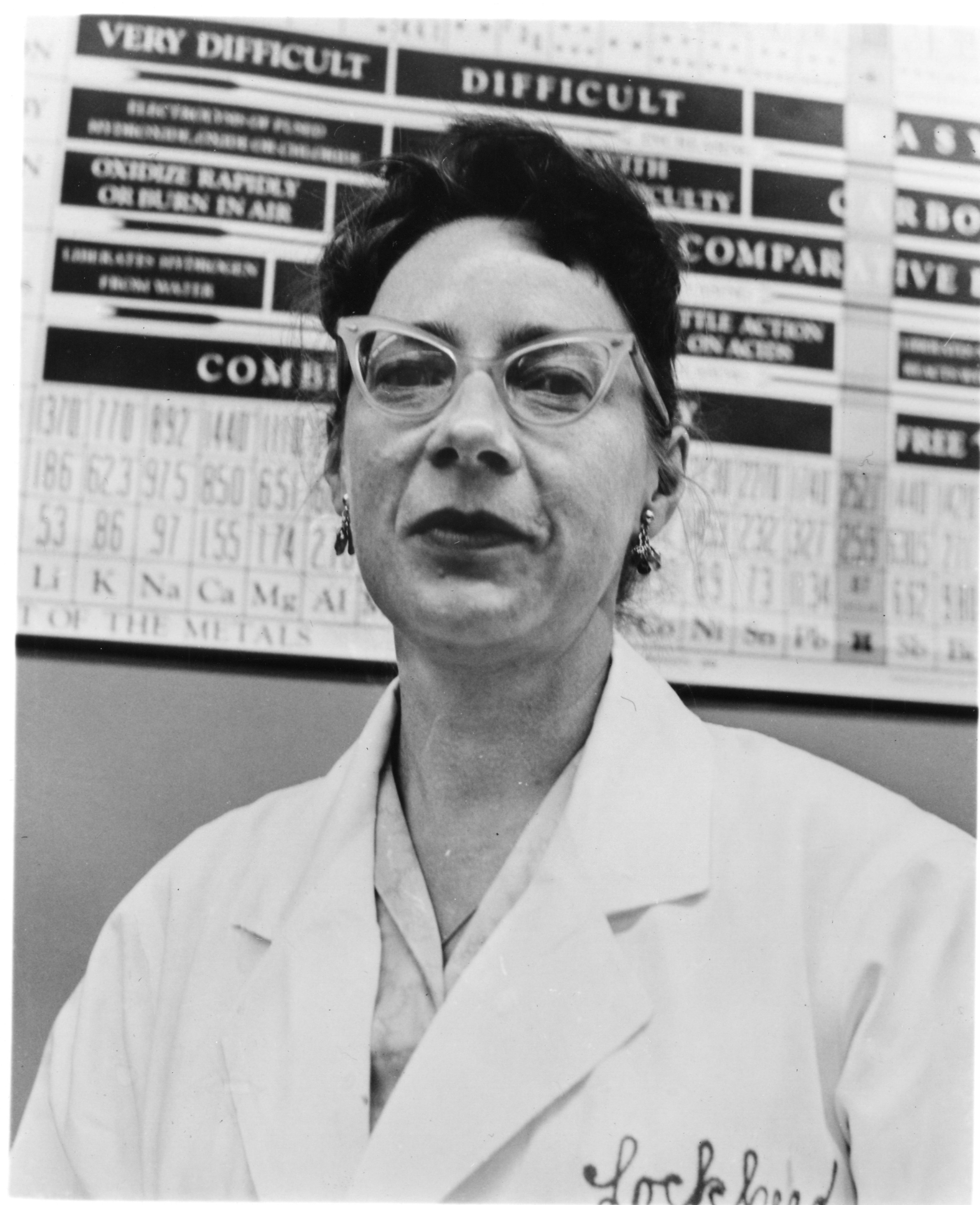
Женщина в очках «кошачий глаз», 1960-е годы.

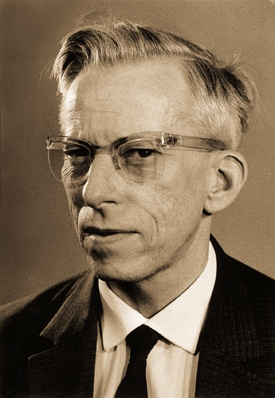
Отто Вихтерле в мужской версии очков «кошачий глаз»

Ранним предшественником формы очков «кошачий глаз» был продукт Ful-Vue от фирмы American Optical 1931 года, в котором петли располагались в верхней части оправы очков, чтобы открывать глаза владельца сбоку. Оформитель витрин Алтина Шинази (англ. Altina Schinasi) позже разработала то, что она назвала оправой Арлекина, названной в честь маски персонажа Арлекина из итальянской комедии дель арте, популярной в то время в моде и дизайне. Для их изготовления Шинази сотрудничала с популярным бутиком Lugene. Одну из первых пар купила журналистка Vogue и Vanity Fair и светская львица Клэр Бут Люс, что еще больше повысило авторитет нового стиля. Модельер Клэр Маккарделл и American Optical выпустили свою собственную версию стиля в 1952 году, первую линию очков от модельера.
Этот стиль популяризировали в следующие два десятилетия такие знаменитости и актрисы, как Мэрилин Монро, Катрин Денев и Одри Хепберн.
Среди других известных владельцев очков «кошачий глаз» — Барри Хамфрис в роли дамы Эдны Эвередж, Джейн Джекобс, Лизы Лоб, Дины Мэнофф, Элизабет Тейлор, Ширли Чисхолм и Барбары Виндзор.
Форма «кошачий глаз» вышла из моды после 1960-х годов, но снова стала популярной в 2010-х, отчасти благодаря моделям и влиятельным лицам, таким как Белла Хадид, Эмили Ратаковски и Кендалл Дженнер.